# Fussball Club Luzern 2001-2002
Questa voce raccoglie le informazioni riguardanti il Fussball Club Luzern nelle competizioni ufficiali della stagione 2001-2002.

## Stagione
Nella stagione 2001-2002 il Lucerna, allenato da Raimondo Ponte, concluse il campionato di Lega Nazionale A al 12º posto. Il Lucerna concluse il torneo di promozione/relegazione al 7º posto. 

## Rosa
| N. |                                 | Ruolo | Calciatore          |
| -- | ------------------------------- | ----- | ------------------- |
| 3  | Svizzera (bandiera)             | D     | Ronny Hodel         |
| 4  | Bosnia ed Erzegovina (bandiera) | C     | Nevzet Zukic        |
| 11 | Svizzera (bandiera)             | C     | David Andreoli      |
| 14 | Svizzera (bandiera)             | C     | Genc Mehmeti        |
| 30 | Croazia (bandiera)              | C     | Stojan Belajic      |
|    | Svizzera (bandiera)             | P     | Thierry Bally       |
|    | Nigeria (bandiera)              | P     | Ike Shorunmu        |
|    | Brasile (bandiera)              | D     | Alex Bach           |
|    | Italia (bandiera)               | D     | Gian Luca Andreoli  |
|    | Serbia e Montenegro (bandiera)  | D     | Nikoslav Bjegović   |
|    | Uruguay (bandiera)              | D     | Carlos De Castro    |
|    | Svizzera (bandiera)             | D     | Riccardo Gagliardi  |
|    | Svizzera (bandiera)             | D     | Oliver Maric        |
|    | Svizzera (bandiera)             | D     | Markus Meier        |
|    | Svizzera (bandiera)             | D     | Dino Pinelli        |
|    | Svizzera (bandiera)             | D     | Christian Schwegler |
|    | Uruguay (bandiera)              | D     | Ricardo Varela      |
|    | Cile (bandiera)                 | C     | Francisco Arrué     |

| N. |                       | Ruolo | Calciatore         |
| -- | --------------------- | ----- | ------------------ |
|    | Svizzera (bandiera)   | C     | Stefan Blunschi    |
|    | Uruguay (bandiera)    | C     | Silvio Enrique     |
|    | Brasile (bandiera)    | C     | Gian               |
|    | Svizzera (bandiera)   | C     | Philipp Heinzer    |
|    | Svizzera (bandiera)   | C     | Simon Hofer        |
|    | Georgia (bandiera)    | C     | Gocha Jamarauli    |
|    | Svizzera (bandiera)   | C     | Daniel Joller      |
|    | Svizzera (bandiera)   | C     | Marco Kottmann     |
|    | Capo Verde (bandiera) | C     | Alexandre Monteiro |
|    | Argentina (bandiera)  | A     | Julio Alcorsé      |
|    | Svizzera (bandiera)   | A     | Daniel Greco       |
|    | Svizzera (bandiera)   | A     | Patrick Koch       |
|    | Capo Verde (bandiera) | A     | Kelly Lima Spencer |
|    | Argentina (bandiera)  | A     | Omar Mallea        |
|    | Svizzera (bandiera)   | A     | André Muff         |
|    | Brasile (bandiera)    | A     | Piu                |
|    | Svizzera (bandiera)   | A     | Kubilay Türkyılmaz |

## Organigramma societario
Area tecnica
- Allenatore: Raimondo Ponte
- Allenatore in seconda: Beat Hubeli
- Preparatore dei portieri:
- Preparatori atletici:

## Calciomercato

### Sessione estiva
| Acquisti | Acquisti | Acquisti | Acquisti |
| R.       | Nome     | da       | Modalità |
| -------- | -------- | -------- | -------- |

| Cessioni | Cessioni | Cessioni | Cessioni |
| R.       | Nome     | a        | Modalità |
| -------- | -------- | -------- | -------- |

### Sessione invernale
| Acquisti | Acquisti | Acquisti | Acquisti |
| R.       | Nome     | da       | Modalità |
| -------- | -------- | -------- | -------- |

| Cessioni | Cessioni | Cessioni | Cessioni |
| R.       | Nome     | a        | Modalità |
| -------- | -------- | -------- | -------- |

## Risultati

### Lega Nazionale A

#### andata
| Lucerna 7 luglio 2001, ore 19:30 CEST 1ª giornata | Lucerna | 0 – 0 referto | Neuchâtel Xamax | Stadion Allmend (5 810 spett.)\| Arbitro: \| Salm \| |
| Arbitro:                                          | Salm    |               |                 |                                                      |

| Arbitro: | Busacca |

|                                |           |                         |
| Gil 20’ (rig.) Tarone 23’, 51’ | Marcatori | 17’ Koch 53’ Wiederkehr |

| Arbitro: | Etter |

|             |           |                       |
| Contini 16’ | Marcatori | 4’ Magnin 63’ Bastida |

| Arbitro: | Schmid |

|                                                          |           |  |
| Petrić 51’, 57’ Chapuisat 53’ (rig.), 72’, 90’ Núñez 68’ | Marcatori |  |

| Arbitro: | Schluchter |

|  |           |                                                  |
|  | Marcatori | 31’ Petrosyan 51’ Berisha 70’ Tikva 81’ Descloux |

| Arbitro: | Circhetta |

|                |           |                 |
| Türkyılmaz 90’ | Marcatori | 17’ (rig.) Frei |

| Arbitro: | Beck |

|                                |           |             |
| Constantino 3’ Poueys 22’, 81’ | Marcatori | 45’ Alcorsé |

| Arbitro: | Rogalla |

|             |           |                         |
| Alcorsé 24’ | Marcatori | 38’, 73’ Gane 63’ Jairo |

| Arbitro: | Bertolini |

|                               |           |                           |
| Udovič 9’ Thiaw 44’ Simon 74’ | Marcatori | 60’ Varela 81’ Türkyılmaz |

| Arbitro: | Schoch |

|                                |           |  |
| Varela 28’, 71’ Türkyılmaz 88’ | Marcatori |  |

| Arbitro: | Meier |

|                                                     |           |            |
| Giménez 45’, 71’ Chipperfield 62’ Koumantarakis 90’ | Marcatori | 82’ Varela |

#### ritorno
| Arbitro: | Busacca |

|                                                   |           |              |
| Schneider 27’ Tranchet 82’ Tachie-Mensah 84’, 90’ | Marcatori | 63’ Monteiro |

| Arbitro: | Bertolini |

|                          |           |               |
| Monteiro 16’ Alcorsé 86’ | Marcatori | 51’ Melunovic |

| Arbitro: | Beck |

|                                                |           |  |
| Sutter 1’ Magnin 33’, 80’ Rossi 48’ Gaspoz 67’ | Marcatori |  |

| Arbitro: | Rogalla |

|                        |           |            |
| Monteiro 8’ Varela 81’ | Marcatori | 47’ Petrić |

| Arbitro: | Schüttengruber |

|                                                           |           |                |
| Petrosyan 42’ Tikva 55’ (rig.), 79’ Hänzi 87’ Häberli 90’ | Marcatori | 68’ Wiederkehr |

| Arbitro: | Schluchter |

|                   |           |  |
| Wolf 41’ Frei 67’ | Marcatori |  |

| Arbitro: | Schmid |

|                  |           |                                                              |
| Alcorsé 76’, 89’ | Marcatori | 31’, 61’, 85’ Moreira 50’ (rig.) Poueys 67’ Vernaz 81’ Bridy |

| Arbitro: | Falb |

|           |           |          |
| Jairo 90’ | Marcatori | 61’ Gian |

| Arbitro: | Schoch |

|            |           |                                  |
| Varela 15’ | Marcatori | 37’ Wittl 40’ Leandro 87’ Isaïas |

| Arbitro: | Meßner |

|           |           |              |
| Magro 28’ | Marcatori | 47’ Urdaneta |

| Arbitro: | Petignat |

|  |           |         |
|  | Marcatori | 85’ Tum |

### Torneo di promozione/relegazione

#### andata
| Arbitro: | Salm |

|            |           |                              |
| Mallea 61’ | Marcatori | 21’ (rig.) Gambino 73’ Meyer |

| Arbitro: | Etter |

|                                      |           |                  |
| Raimondi 46’ Rama 58’ Moser 70’, 75’ | Marcatori | 22’ Piu 73’ Gian |

| Arbitro: | Busacca |

|           |           |                                |
| Arrué 41’ | Marcatori | 24’ Chaveriat 70’ (aut.) Maric |

| Arbitro: | Circhetta |

|                         |           |         |
| Gil 37’ (rig.) Page 85’ | Marcatori | 44’ Piu |

| Arbitro: | Schmid |

|                        |           |                        |
| Jamarauli 13’ Gian 57’ | Marcatori | 90’ Rey 90’ Wiederkehr |

| Delémont 24 marzo 2002, ore 14:30 CET 6ª giornata | Delémont | 0 – 0 referto | Lucerna | Stadio La Blancherie (1 930 spett.)\| Arbitro: \| Rogalla \| |
| Arbitro:                                          | Rogalla  |               |         |                                                              |

| Arbitro: | Beck |

|                                  |           |                         |
| Ramsauer 19’ Ciullo 23’ Calo 71’ | Marcatori | 8’ Arrué 45’ (rig.) Piu |

#### ritorno
| Arbitro: | Etter |

|                                      |           |            |
| Arrué 29’, 82’ Gian 42’ Andreoli 90’ | Marcatori | 16’ Maslov |

| Arbitro: | Rutz |

|                                       |           |                 |
| Muff 35’ Arrué 43’, 49’ Schwegler 73’ | Marcatori | 68’ Biancavilla |

| Arbitro: | Schmid |

|                         |           |                        |
| Chassot 2’ Rey 28’, 36’ | Marcatori | 59’ Muff 76’ Jamarauli |

| Arbitro: | Schoch |

|                  |           |                          |
| Gian 28’ Piu 51’ | Marcatori | 71’ Khomeriki 90’ Benito |

| Arbitro: | Rogalla |

|                    |           |  |
| Leandro 61’ (rig.) | Marcatori |  |

| Arbitro: | Salm |

|                            |           |                         |
| Andreoli 2’, 90’ Arrué 39’ | Marcatori | 15’, 73’ Rama 35’ Moser |

| Arbitro: | Busacca |

|                       |           |                         |
| Naldo 63’ Mordeku 76’ | Marcatori | 71’ Muff 81’ (rig.) Piu |

## Statistiche

### Statistiche di squadra
| Competizione                     | Punti | In casa | In casa | In casa | In casa | In casa | In casa | In trasferta | In trasferta | In trasferta | In trasferta | In trasferta | In trasferta | Totale | Totale | Totale | Totale | Totale | Totale | DR  |
| Competizione                     | Punti | G       | V       | N       | P       | Gf      | Gs      | G            | V            | N            | P            | Gf           | Gs           | G      | V      | N      | P      | Gf     | Gs     | DR  |
| -------------------------------- | ----- | ------- | ------- | ------- | ------- | ------- | ------- | ------------ | ------------ | ------------ | ------------ | ------------ | ------------ | ------ | ------ | ------ | ------ | ------ | ------ | --- |
| Lega Nazionale A                 | 13    | 11      | 3       | 2       | 6       | 13      | 22      | 11           | 0            | 2            | 9            | 10           | 37           | 22     | 3      | 4      | 15     | 23     | 59     | -36 |
| Torneo di promozione/relegazione | -     | 7       | 2       | 3       | 2       | 17      | 13      | 7            | 0            | 2            | 5            | 9            | 15           | 14     | 2      | 5      | 7      | 26     | 28     | -2  |
| Totale                           | 13    | 18      | 5       | 5       | 8       | 30      | 35      | 18           | 0            | 4            | 14           | 19           | 52           | 36     | 5      | 9      | 22     | 49     | 87     | -38 |

### Andamento in campionato
| Giornata  | 1 | 2  | 3  | 4  | 5  | 6  | 7  | 8  | 9  | 10 | 11 | 12 | 13 | 14 | 15 | 16 | 17 | 18 | 19 | 20 | 21 | 22 |
| --------- | - | -- | -- | -- | -- | -- | -- | -- | -- | -- | -- | -- | -- | -- | -- | -- | -- | -- | -- | -- | -- | -- |
| Luogo     | C | T  | C  | T  | C  | C  | T  | C  | T  | C  | T  | T  | C  | T  | C  | T  | T  | C  | T  | C  | T  | C  |
| Risultato | N | P  | P  | P  | P  | N  | P  | P  | P  | V  | P  | P  | V  | P  | V  | P  | P  | P  | N  | P  | N  | P  |
| Posizione | 7 | 10 | 11 | 12 | 12 | 12 | 12 | 12 | 12 | 12 | 12 | 12 | 12 | 12 | 11 | 11 | 11 | 11 | 11 | 12 | 12 | 12 |

Legenda:

Luogo: C = Casa; T = Trasferta. Risultato: V = Vittoria; N = Pareggio; P = Sconfitta.

### Statistiche dei giocatori
| J. Alcorsé    | 15 | 5 | 0 | 1 |
| A. Amarildo   | 2  | 0 | 0 | 0 |
| D. Andreoli   | 10 | 0 | 2 | 0 |
| G. Andreoli   | 3  | 0 | 0 | 0 |
| F. Arrué      | 13 | 7 | 6 | 0 |
| A. Bach       | 7  | 0 | 3 | 0 |
| T. Bally      | 0  | 0 | 0 | 0 |
| S. Belajic    | 4  | 0 | 3 | 0 |
| N. Bjegović   | 0  | 0 | 0 | 0 |
| S. Blunschi   | 7  | 0 | 1 | 0 |
| F. Clemente   | 1  | 0 | 0 | 0 |
| G. Contini    | 15 | 1 | 2 | 0 |
| C. De Castro  | 7  | 0 | 1 | 1 |
| S. Enrique    | 2  | 0 | 1 | 0 |
| P. Foletti    | 22 | 0 | 1 | 0 |
| R. Gagliardi  | 3  | 0 | 1 | 0 |
| G. Gian       | 19 | 1 | 5 | 0 |
| D. Greco      | 9  | 0 | 2 | 0 |
| P. Heinzer    | 0  | 0 | 0 | 0 |
| R. Hodel      | 20 | 0 | 2 | 0 |
| S. Hofer      | 2  | 0 | 0 | 0 |
| G. Jamarauli  | 8  | 2 | 0 | 0 |
| D. Joller     | 0  | 0 | 0 | 0 |
| P. Koch       | 19 | 1 | 3 | 0 |
| M. Kottmann   | 0  | 0 | 0 | 0 |
| M. Lengen     | 9  | 0 | 0 | 0 |
| O. Mallea     | 4  | 1 | 1 | 0 |
| O. Maric      | 13 | 0 | 0 | 0 |
| G. Mehmeti    | 13 | 0 | 2 | 0 |
| M. Meier      | 14 | 0 | 5 | 1 |
| A. Monteiro   | 11 | 3 | 3 | 0 |
| A. Muff       | 6  | 3 | 0 | 1 |
| C. Ohrel      | 5  | 0 | 0 | 1 |
| D. Pinelli    | 9  | 0 | 4 | 1 |
| P. Piu        | 0  | 0 | 0 | 0 |
| A. Rey        | 2  | 0 | 0 | 0 |
| M. Sander     | 3  | 0 | 0 | 0 |
| C. Schwegler  | 3  | 0 | 1 | 0 |
| Z. Selimi     | 3  | 0 | 0 | 0 |
| I. Shorunmu   | 0  | 0 | 0 | 0 |
| K. Spencer    | 3  | 0 | 0 | 0 |
| K. Türkyılmaz | 6  | 3 | 1 | 0 |
| G. Urdaneta   | 15 | 1 | 5 | 0 |
| R. Varela     | 16 | 6 | 1 | 0 |
| A. Wiederkehr | 17 | 2 | 5 | 0 |
| T. Wyss       | 14 | 0 | 3 | 0 |
| N. Zukic      | 9  | 0 | 2 | 0 |